# Dent du Requin
La dent du Requin, qui culmine à 3 422 mètres d'altitude, est l'une des aiguilles de Chamonix dans le massif du Mont-Blanc.

## Géographie
Elle se situe à l'est de l'aiguille du Plan, entre les glaciers d'Envers de Blaitière au nord et d'Envers du Plan au sud, dominant la Salle à Manger à l'est, cascade de glace où les séracs du glacier du Géant rejoignent le glacier des Périades pour donner naissance au glacier du Tacul. La dent est flanquée d'un piton rocheux sur sa face nord-est, le Capucin du Requin.
Le refuge du Requin se trouve à ses pieds à l'est.

## Alpinisme
- 1893 : première ascension par Albert F. Mummery, G. Hastings, John Norman Collie et W. C. Slinsby, le 25 juillet
- 1896 : face est, haute de 400 m, par J.H. Wicks, Claude Wilson avec Alfred Simond, le 2 juillet
- 1906 : arête sud-est (arête du Chapeau à Cornes) par Geoffrey Winthrop Young, R.C. Mayor, C.D. Robertson avec Joseph Knubel et un porteur, le 3 août[2]
- 1913 : ouverture le la voie « Mayer-Dibona » par Guido Mayer et Angelo Dibona sur l'arête nord-est, le 23 août
- 1945 : face nord par Gaston Rébuffat et James Couttet, le 22 juillet[3]
- 1946 : face est (voie Renaudie) par J. et Mme J. Renaudie, le 4 août[4]
- 1959 : première solitaire de la face nord par Robert Guillaume
- 1975 : première hivernale de la face nord par Walter Cecchinel et Claude Jager

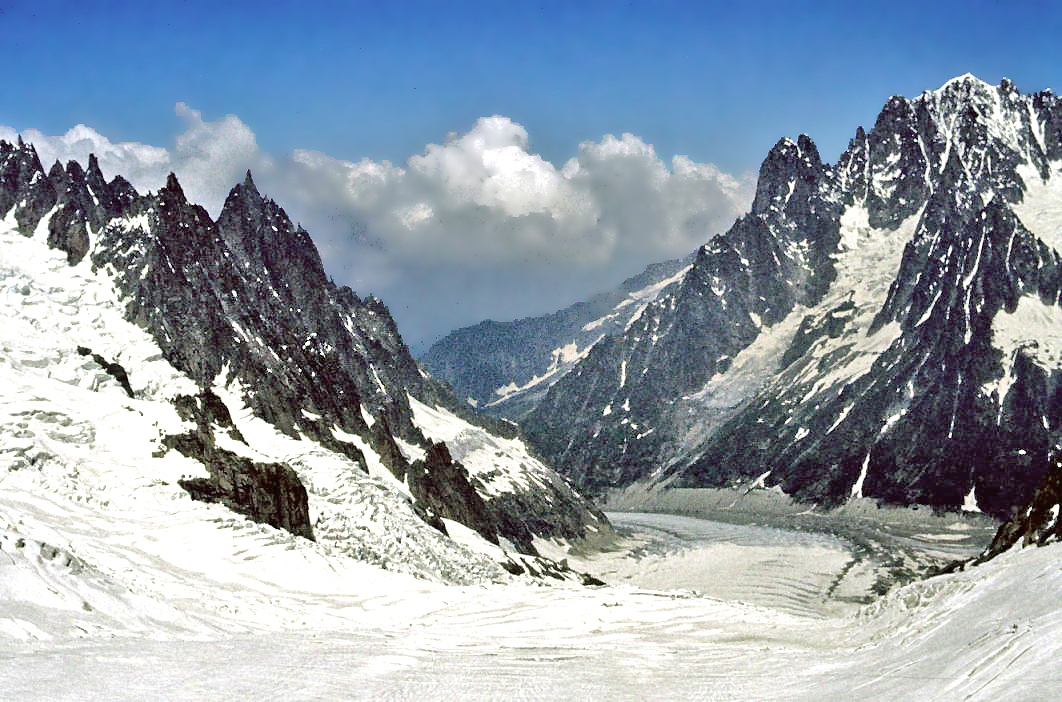
La dent du Requin (à gauche) dominant le glacier du Tacul vue depuis le glacier du Géant au sud : au fond, l'aiguille Verte et les Drus au-dessus de la Mer de Glace.